# روبرت موريس الصفحة
روبرت موريس الصفحة (بالإنجليزية: Page Morris)‏ (و. 1853 – 1924 م) هو سياسي، ومحام، وقاض من الولايات المتحدة الأمريكية ولد في لينشبرغ.
وهو عضو في الحزب الجمهوري .